# フランシスコ・スアレス

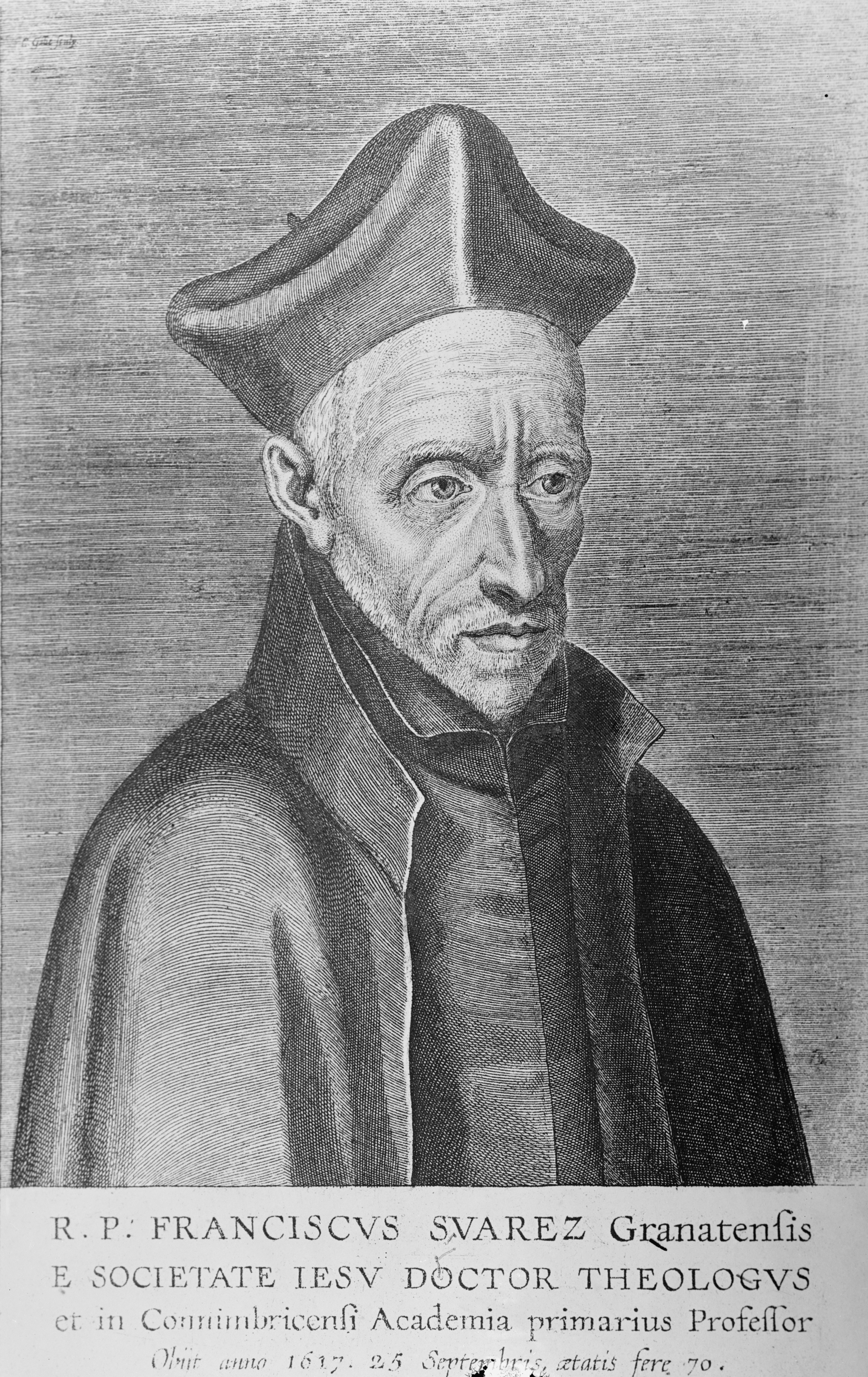
フランシスコ・スアレス

フランシスコ・スアレス（スペイン語: Francisco Suárez, 1548年1月5日 - 1617年9月25日）は、スペインの神学者・哲学者・法学者。イエズス会士。

## 経歴
1548年にグラナダで生まれ、16歳でサラマンカ大学、イエズス会に入り、哲学、教会法、神学を学んだ後、セゴビア大学、バリャドリッド大学、アビラ大学、ローマ大学、サラマンカ大学、コインブラ大学、グレゴリアン大学など多くの大学で講義し、「俊秀博士」(Doctor Eximius)と呼ばれた。

## 業績
オッカム派の唯名論が台頭してスコラ学が崩壊した後に、トマス・アクィナスの学説を中心に、スコラ学を総合的に体系化し、神学・哲学・法学にわたって大きな影響を与えた人物。アリストテレス、トマス・アクィナスの系列からなるスコラ学を集大成し、中世と近代の学の橋渡し的役割を果たした人物で、多くの人物に多大な影響を与えた。
哲学の分野では、デカルトの『省察』第4答弁ではスアレスの「形而上学的討論」に、また、バークレーもスアレスの「類比論」に言及がある。ライプニッツやクリスティアン・ヴォルフ、カントにも影響を与えたとされる。
法学の分野では、人民主権論、社会契約論、自然法論、国際法の基礎を築き、グロチウスに多大な影響を与えた。

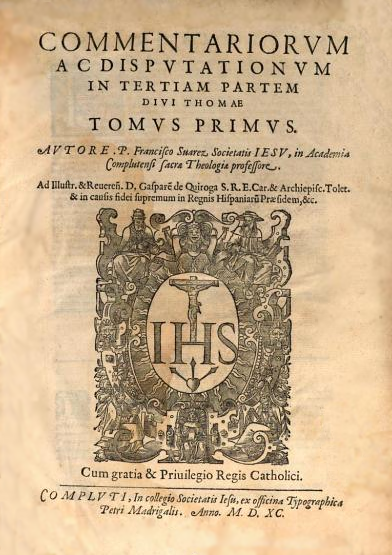
Commentariorum ac disputationum in tertiam partem divi Thomae (1590).
Summae theologiae. De Deo uno et trino, I, 1607
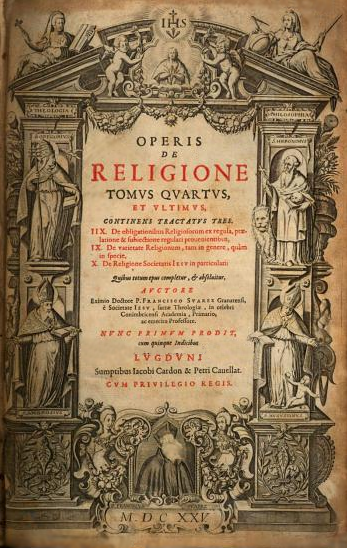
Operis de religione (1625).
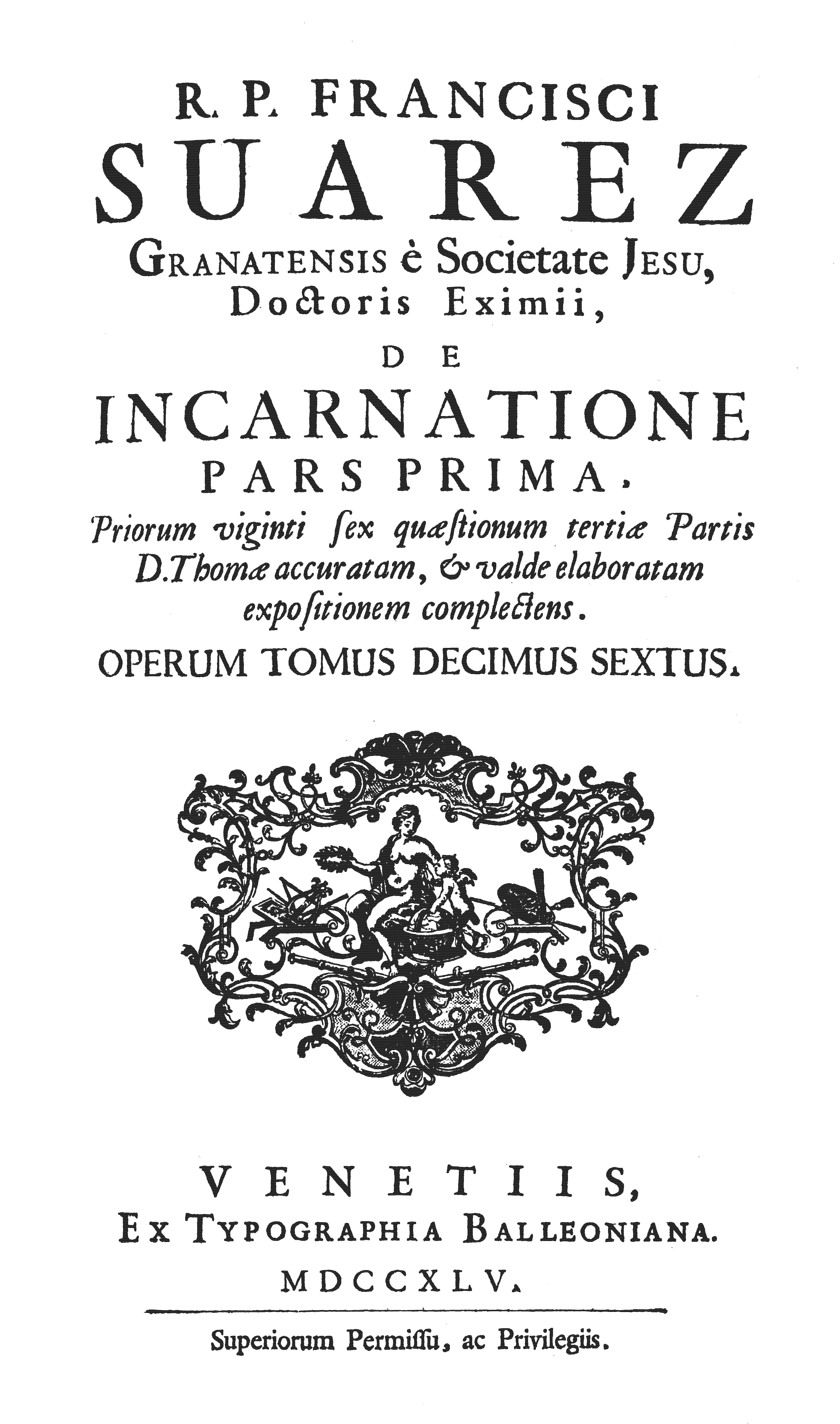
De incarnatione, pars prima (1745).

## 著書
- 山辺建訳「法律についての、そして立法者たる神についての論究」上智大学中世思想研究所編『中世思想原典集成20巻-近世のスコラ学』691頁（平凡社）
- 小川量子訳「形而上学討論集」上智大学中世思想研究所編『中世思想原典集成20巻-近世のスコラ学』881頁（平凡社）